# Michael von Bulmerincq
Michael Stephan von Bulmerincq (* 16. Julijul. / 28. Juli 1805greg. in Birkenhof bei Riga; † 8. Oktober 1893 in Warschau) war ein  deutsch-baltischer Arzt.

## Leben
Bulmerincq studierte ab 1822 Medizin an der Kaiserlichen Universität Dorpat. Hier schloss er sich der Baltischen Corporation Fraternitas Rigensis an. 1829 promovierte er zum Dr. med. und ab 1830 war er Arzt in Sankt Petersburg. 1831 wurde er Leibarzt der Prinzen Alexander und Ernst von Württemberg. Nachdem er 1834 als Hofrat verabschiedet wurde, nahm er das Studium der Forstwirtschaften in Tharandt auf. Seit 1838 im Dienste der russischen Försterkorps, wurde er 1839 zum Oberstleutnant befördert. Im Jahr 1855 wurde von Bulmerincq im Rang eines Generalmajors verabschiedet. Es folgten Reisen nach Deutschland, Österreich, Frankreich und England zum Studium der Pockenschutzimpfung. Ab 1876 lebte von Bulmerincq in Warschau.
Ab dem 12. Dezember 1831 war er mit Amalie Charlotte von Bulmerincq, Tochter des Arztes, Dichters und Botanikers Carl Bernhard Trinius, verheiratet. Der Orientalist Alexander von Bulmerincq war ihr Enkelsohn.

## Auszeichnungen
- Orden des Heiligen Wladimir, Ritter und Komtur.
- Sankt-Stanislaus-Orden, Komtur und Großkomtur.

## Veröffentlichungen
- Mit Georg Adolf von Rauch: Gedichte: Mit der Biographie des Verfassers nach seinem Tode hrsg. von zweien seiner Freunde. Von Carl Bernhard Trinius. De Gruyter, Berlin 1848, ISBN 978-3-11-126065-5